# Euphyllophyta
Euphyllophyta — таксон невизначеного рангу між відділом та класом. У недавніх дослідженнях 18S РНК та мітохондріальної ДНК доведено, що він створює монофілетичну групу (кладу). До нього входить понад 99 % судинних рослин, серед яких усі насінні рослини, папороті, хвощі та деякі інші. Сестринською до Euphyllophyta є підрозділ судинних рослин Lycopodiophyta.